# Fegen–Ätrans Järnväg
Fegen–Ätrans Järnväg, (FÄJ) var en 6 km lång normalspårig järnväg mellan Fegen och Ätran i Hallands län.
Järnvägen anlades på initiativ av fabrikören Wilhelm Wallberg (ägare av Wallbergs Fabriks AB) vilken även byggde järnvägen helt i egen regi. Spåret var en förlängning av Kinnared–Fegens Järnväg (KFJ) som öppnat för trafik i september 1885, vars trafik sköttes av Halmstad–Nässjö Järnvägar (HNJ). Enligt överenskommelse skötte HNJ även trafiken på FÄJ som invigdes den 18 mars 1887 (koncession hade beviljats den 21 november 1884). I Ätran var banan sammankopplad med Varberg–Ätrans Järnväg (WbÄJ).

Järnvägsbolaget blev kortvarigt, och redan efter drygt tre år, den 1 juli 1890, såldes järnvägen till HNJ och koncessionen övergick till detta bolag.
Delar av banvallen är numera en mindre väg.

## Källhänvisningar
1. ↑  BANVAKT.se Bandel 522
2. ↑  Historiskt om Svenska Järnvägar 522 Kinnared - Ätran